# Agatanushi
Agatanushi (アガタ主) eram, até o Século VI, os funcionários públicos japoneses que dispunham de direitos de cessação de terras pertencentes ao Imperador num distrito ou região. Este grupo, junto com outros funcionários públicos, constituíam uma espécie de classe média regional (Kabane), que se tornou altamente influente durante o Período Nara no Século VIII.